# 扉温泉
扉温泉（とびらおんせん）は、長野県松本市にある温泉。

## 泉質
- 単純泉
  - 源泉温度38～40℃
  - 無色無臭の源泉
  - Ph8.81の弱アルカリ性源泉

## 温泉街
- 日帰り入浴施設 生活改善センター檜の湯（入湯料：大人1人300円、中学生150円。石鹸は持参のこと）
- 長野県道67号松本和田線を扉峠へ向かうと奈良井川水系薄川の渓谷沿い標高1,050〜1,100メートル付近に、明神館（みょうじんかん）が営業する。
- 過去には湯元 群鷹館（ゆもと ぐんようかん）も営業していたが、閉館した。

## 歴史
- 伝承として、天の岩戸を開いた天手力雄命が戸（扉）を戸隠神社に運ぶ途中で休息したという神話に由来する扉峠に因む。明治時代初期以降、胃腸病に効能がある温泉地として保養に利用されてきた。
- 1869年 - 湯元群鷹館開業。
- 1931年 - 明神館開業。
- 時期不明 - 檜の湯開業。
- 2011年 - 群鷹館閉業。

## アクセス
- 鉄道 : 篠ノ井線松本駅より送迎バス（事前予約制）を利用。
- 飛行機 : 信州まつもと空港より送迎バス（事前予約制）を利用。
- 車 : 長野自動車道松本ICから40分。